# Бибиена
Бибиѐна (на италиански: Bibbiena) е град и община в централна Италия, провинция Арецо, регион Тоскана. Разположен е на 425 m надморска височина. Населението на общината е 12 731 души (към 2010 г.).